# Nisída Ovriókastro
Nisída Ovriókastro är en ö i Grekland.   Den ligger i prefekturen Kykladerna och regionen Sydegeiska öarna, i den sydöstra delen av landet, 170 km sydost om huvudstaden Aten. Arean är 0,22 kvadratkilometer.
Terrängen på Nisída Ovriókastro är platt. Öns högsta punkt är 39 meter över havet. Den sträcker sig 0,6 kilometer i nord-sydlig riktning, och 0,5 kilometer i öst-västlig riktning.